# Il mostro oltre lo schermo
Il Mostro Oltre Lo Schermo (How to Make a Monster) è un film del 2001 diretto da George Huang.

## Trama
Tre programmatori professionisti di videogames, Bug (Jason Marsden), Hardcore (Tyler Mane) e Sol (Karim Prince) realizzano e mettono a punto "Evil-Ution", un videogioco davvero spaventoso...

## Serie
Fa parte della serie di film per la TV prodotta dalla Cinemax nel 2001, denominata Creature Features (Le creature del brivido in Italia), che comprende anche i titoli:
- Lei, la creatura (She Creature)
- La vendetta del ragno nero (Earth vs. the Spider)
- Il giorno in cui il mondo finì (The Day the World Ended)
- Adolescente delle caverne (Teenage Caveman)